# 鍵のない夢を見る
『鍵のない夢を見る』（かぎのないゆめをみる）は、辻村深月による日本の短編小説集。第147回直木三十五賞受賞作、短編「芹葉大学の夢と殺人」は第64回日本推理作家協会賞短編部門候補作。
青春もので知られる著者が、今作ではより経験豊富な年代の人にも読んでもらいたいと読者に委ねる書き方を意識して執筆した。ごく普通の女性5人がふと魔が差して起こしてしまった窃盗や放火といった犯罪をテーマとし、新聞やテレビのニュースで大きく取り上げられることのない町の事件を扱った短編集。
2013年にWOWOWの「連続ドラマW」にてテレビドラマ化された。

## 各話あらすじ&登場人物

### 仁志野町（にしのちょう）の泥棒
初出：『オール讀物』2009年10月号
ミチルは母との観光バスツアー中、バスガイドが小学校の同級生だった律子だと気づく。小学3年時、隣町から転校してきた律子と親しくなったミチルは、別の同級生から律子の母が泥棒だと聞かされる。信じられないミチルだが、留守中の自宅から出てくる律子の母を目撃してしまう。律子の母から口外しないよう言われ、律子と変わらず付き合うミチルだったが、買い物中に律子が万引きしようとするのを見て、泥棒の血を感じ、距離を置くことを決意する。

ミチル
律子や優美子と仲が良く、優美子とは近所。運動神経はあまり良くない。現在は小学校教諭で、6年生担任。
水上 律子（みずかみ りつこ）
小3の夏休み明けに転校。明るく手先が器用で、みんなから「りっちゃん」と呼ばれる。夢はアイドルで『ミュージックステーション』に出演すること。よく日焼けしており、背はクラスで1、2番。ミチルの2歳下の弟・幹也がいる。結婚して近田姓に変わっている。意志の強そうな目と黒く艶やかなストレートヘアは昔のまま。那賀観光バスのガイド。
律子の母
小柄でぽっちゃり、ショートヘア。いつもすっぴんでエプロン姿で内職。ミチルや律子が小5の頃、泥棒の噂が立つ。夫はホテル風月勤務。
優美子（ゆみこ）
律子と一番仲の良いクラスメイト。いつも笑顔で、人の意見に反対も賛成もしないが、それも許されるような存在。母親がピアノ教室を開き、自身もピアノが得意で、律子の歌の伴奏をよくしていた。小さく手足が白い。

### 石蕗（つわぶき）南地区の放火
『オール讀物』2010年4月号
災害共済地方支部に勤める笙子は、不審火のあった実家近くの消防団詰所となっている神社へ現場調査に向かう。案の定、顔を合わせたくない消防団員・大林がいたが、笙子は気づかないふりをする。決して良い男とは言えない大林とプライベートで出かけた事実を知られることは、綺麗でモテるとされてきた笙子のプライドが許さない。しかし大林はわざとらしく親しげに声をかけてくる。

笙子（しょうこ）
短大卒業後、財団法人町村公共相互共済地方支部に正職員として入社して16年目、36歳のOL。実家から通える短大に進学したため、県外に出た経験はない。30歳を過ぎても独身のため、両親から結婚を急かされ、家を出る。見た目は大人しそうだが気が強い。動物や子供が苦手。礼儀を知らない人間には絶対になりたくないと考えているため、仕事関係者の誘いを断れない。
朋絵（ともえ）
去年入職した笙子の10歳年下の後輩。臨時職員。身長と体重は笙子とほぼ同じだが、顔やウエストなど体型は全く異なる。「ともちゃん」と呼ばれる。
大林（おおばやし）
石蕗町役場水道課勤務の38歳独身。ボランティアの消防団で最年長。「バックドラフト」というあだ名で呼ばれる。薄くなった頭髪、厚い唇、たるんだ体型で、決して良い男とは言えない。駅伝強豪の横浜の私立大学卒。

### 美弥谷（みやたに）団地の逃亡者
初出：『オール讀物』2010年1月号
友人の初体験を知り、自身も早く処女を捨てたかった美衣は、携帯のご近所サイトで彼氏を探す。そこで出会ったのが、悩み相談に相田みつをの詩を交えて連絡してきた陽次だった。幸せは自分で決められると喜び、2人は付き合うようになる。しかし陽次はすぐに束縛が強くなり、美衣に暴力を振るうようになる。時が過ぎ、20歳を過ぎた美衣は今も陽次と一緒。『るるぶ』を持って海岸近くを巡る2人は、一体どこへ向かうのか。

美衣（みえ）
日焼けサロンに通い、化粧もする今風の女性。陽次とは高校卒業後、アルバイトなどをしながら、携帯のご近所サイトで知り合った。小百合と敦子とは小学校からの親友で、修学旅行も同じ班。保育園の頃に両親が離婚し、現在は母親と二人暮らし。68歳の祖父がいる。
柏木 陽次（かしわぎ ようじ）
美衣と2年付き合っている恋人。痩せていて筋肉がない。奇妙なほど礼儀正しい面がある。
小百合（さゆり）
美衣の友人。勉強ができ、中学は私立に進学。眼鏡をかけ、地味で真面目な印象。ジャニーズが好きで、現実の男性と付き合った経験はない。
栄美（えみ）
美衣が小学生の頃のクラスメイト。キョンシーごっこではいつもテンテン役だった。県外で就職したらしい。
敦子（あつこ）
美衣と小・中学校が同じ友人。身長は美衣と同じだが、昔から太っている。初体験は美衣より早かった。

### 芹葉（せりば）大学の夢と殺人
初出：文春ムック『オールスイリ』
研究室の教授・坂下が殺されたと聞き、未玖はかつての恋人・雄大が犯人ではないかと不安になる。本気とは思えない夢を真剣に語り、嘘やお世辞を言えず相手を傷つける雄大は、教授とそりが合わなかった。教授のせいで卒業できなかったと雄大は思っている。数日後、雄大は容疑者として全国に指名手配される。別れたから関係ないとしようとする未玖だが、3日後、逃亡中の雄大から電話を受け、嘘をついて雄大の元へ向かう。

二木 未玖（にき みく）
群馬県高崎市在住。芹葉大学工学部デザイン工学科坂下研究室卒業。高校の同級生のコネで雑誌の連載コラムの挿絵を半年間担当したが、イラストレーターの夢は叶わず、私立高校の美術教師となる。大学時代に雄大と交際していた。喫煙者で化粧をせず、髪も無造作に伸ばしている。
羽根木 雄大（はねぎ ゆうだい）
未玖の元恋人で同じ坂下研究室に所属。目立つタイプではなく、口数も少ない。美形で華奢、色白。整った涼しげな顔立ち。転部して医学部に入り、サッカー選手として日本代表を目指すことを真剣に考えている。嘘やお世辞が言えない性格。デザイナーズマンションに住んでいる。坂下教授殺害容疑で指名手配される。
坂下 元一（さかした もとかず）
芹葉大学工学部教授。57歳独身。生真面目で研究一筋。研究室で頭部、顔面、腹部を強く打たれ、首を絞められて死亡、ロッカーで発見された。
宝井（たからい）
未玖と同期採用の化学教師。真面目で親切。太い眉と離れた小さな目が特徴的で、似合わない大きな眼鏡が白衣と相まって宇宙人のような印象を与える。未玖が美術教師として働き始めた時、交際を申し込む。
真野（まの）
未玖が担任する1年2組の生徒で、美玖に好意を持つ。鋭い目つきと色素の薄い前髪が雄大に少し似ている。

### 君本家の誘拐
初出：文春ムック『オールスイリ2012』
君本良枝は大型ショッピングモールで取り乱していた。直前まで押していたベビーカーと、中にいたはずの娘・咲良が消えてしまったのだ。待ち望んで生まれた咲良の泣き声に悩まされ、疎ましく感じ始めていた良枝は激しく後悔する。

君本 良枝（きみもと よしえ）
健康・美容関連の自然食品会社勤務。以前は営業だったが、現在は経理事務。実家は静岡。長年子供を望んでいたがなかなかできず、自然妊娠する。しかし出産後、咲良の泣き声に悩まされ、常に咲良から離れたいと感じている。
君本咲良（きみもと さくら）
生後10ヶ月の良枝と学の娘。一重まぶたの丸顔で、父親の学によく似ていると言われる。
君本 学（きみもと まなぶ）
良枝の夫で同い年。大学で良枝と知り合い、26歳で結婚。実家は茨城で、長男夫婦と同居。3歳になる姪がいる。
皐月（さつき）
学の兄の妻で専業主婦。3歳の娘がいるが、「子供なんて産むもんじゃない」と良枝に愚痴をこぼし、娘を実家に預けて遊びに行くことが多い。
天野 千波（あまの ちなみ）
良枝の高校時代からの友人。保育士で子供好き。
照井 理彩（てるい りさ）
良枝の高校時代のクラスメイト。女性誌にも掲載される海外ブランドの青山店勤務。良枝より後に結婚。

## テレビドラマ
WOWOWの連続ドラマWにて、2013年9月1日から29日まで、全5話構成のオムニバスドラマとして放映された。

### キャスト
- 第1夜「芹葉大学の夢と殺人」
  - 二木未玖〈20〉 - 倉科カナ[5][6]
  - 雄大〈20〉 - 林遣都
  - 犬山勝巳　‐　佐藤祐基
  - 坂下元一　‐　矢島健一
  - 未玖の母　‐　朝加真由美
- 第2夜「美弥谷団地の逃亡者」
  - 浅沼美衣〈21〉 - 成海璃子[7][8]
  - 陽次〈26〉 - 大東駿介
  - 浅沼真理子 - 高島礼子
- 第3夜「石蕗南地区の放火」
  - 笙子〈36〉 - 木村多江[9]
  - 大林〈38〉- 大倉孝二
  - 朋絵 - 南明奈
  - 神主 - 徳井優
  - 笙子の母 ‐ 丘みつ子
- 第4夜「仁志野町の泥棒」
  - ミチル〈28〉 - 高梨臨[10][11]（小学生時代：木村真那月）
  - 律子〈28〉 - 佐津川愛美（小学生時代：川島鈴遥）
  - 律子の母 - 安藤玉恵
  - ミチルの母 ‐ いしのようこ
- 最終夜「君本家の誘拐」
  - 君本良枝〈29〉 - 広末涼子[12][13][14]
  - 照井理彩 - 原田夏希
  - 君本学 ‐ 岡田義徳
  - 学の母 ‐ 築山万有美

### スタッフ
- 原作 - 辻村深月
- 脚本 - 武井彩、大久保ともみ、阿相クミコ、佐藤久美子
- 音楽 - Team Legato（今泉洋、梅堀淳、高木洋、スワベック・コバレフスキ）
- イメージソング - EXILE TAKAHIRO 「一千一秒」[15]
- 演出 - 村上正典、木下高男、後藤庸介
- プロデュース - 喜多麗子
- プロデューサー - 貸川聡子、森安彩
- アソシエイトプロデューサー - 後藤庸介
- 制作 - WOWOW、共同テレビ

### 放映日程
| 話数   | 放送日        | サブタイトル       | 脚本         | 演出     |
| ------ | ------------- | ------------------ | ------------ | -------- |
| 第1夜  | 2013年9月01日 | 芹葉大学の夢と殺人 | 武井彩       | 村上正典 |
| 第2夜  | 9月08日       | 美弥谷団地の逃亡者 | 武井彩       | 木下高男 |
| 第3夜  | 9月15日       | 石蕗南地区の放火   | 阿相クミコ   | 後藤庸介 |
| 第4夜  | 9月22日       | 仁志野町の泥棒     | 佐藤久美子   | 木下高男 |
| 最終夜 | 9月29日       | 君本家の誘拐       | 大久保ともみ | 村上正典 |

### 関連商品
2014年10月3日にDVDが20世紀フォックス・ホーム・エンターテイメント・ジャパンから発売された。
| WOWOW 連続ドラマW                                | WOWOW 連続ドラマW                         | WOWOW 連続ドラマW              |
| 前番組                                           | 番組名                                    | 次番組                         |
| ------------------------------------------------ | ----------------------------------------- | ------------------------------ |
| パンとスープとネコ日和 （2013.7.21 - 2013.8.11） | 鍵のない夢を見る （2013.9.1 - 2013.9.29） | LINK （2013.10.6 - 2013.11.3） |